# بول جيركن
بول جيركن (بالإنجليزية: Paul Gerken)‏ مواليد 15 مارس 1950 في نيويورك، هو لاعب كرة مضرب أمريكي سابق بدأ مسيرته كمحترف سنة 1972 وكان يلعب باليد اليمنى. أعلى تصنيف له في الفردي كان المركز الـ 35 في سنة 1973.

## روابط خارجية
- بول جيركن على موقع رابطة محترفي التنس (الإنجليزية)
- بول جيركن على موقع الاتحاد الدولي لكرة المضرب (الإنجليزية)
- بول جيركن على موقع خلاصة التنس.كوم (الإنجليزية)